# 君塚太
君塚 太（きみつか ふとし、1965年 - ）は、東京生まれの書籍編集者・ライター。
2014年、TAC出版(TAC株式会社出版事業部)に入社、国内旅行ガイド・シリーズ「おとな旅プレミアム」(編集=K&Bパブリッシャーズ)などを担当。また、1998年以降、音楽業界向けの媒体でインタヴュー・執筆を続けている。

## 著書
- 原宿セントラルアパートを歩く : 1962-86あの場所にいたクリエイターを訪ねて 君塚太 編著 河出書房新社 2004.4
- 日本ロック写真史angle of rock : 1970-1999 aoru Ijima, Jyoji Ide, Hiro Ito, Masakazu Sakomizu, Masayoshi Sukita, Itaru Hirama, Kenji Miura, Herbie Yamaguchi [撮影],, 君塚太 編 ぴあ 2007.8
- 日韓音楽ビジネス比較論 : K-POPとJ-POP本当の違い 君塚太 著 アスペクト 2012.5
- TOKYO ROCK BEGINNINGS : アマチュア・バンドとユース・カルチャーの誕生 君塚太 著河出書房新社 2016.12

## 編集担当の書籍
- ナンシー関「ナンシー関の顔面手帖」(シンコー・ミュージック)
- 高橋幸宏「キャッチ&リリース」(ダイエックス出版)
- 小坂忠「まだ 夢の続き」（河出書房新社)
- 「サディスティック・ミカ・バンドOfficial Book Box set」（河出書房新社)
- 川勝正幸「ポップ中毒者の手記」シリーズ（河出書房新社)
- 赤司竜彦『「欲しい！」こそすべて　ベアブリックを生んだ会社のものづくりの流儀』（アスペクト）

など

## 編集担当のCDボックス
- 小坂忠「Chu's Garden」(ソニー・ミュージックダイレクト)

## 参考資料
- K-POPを徹底研究『日韓音楽ビジネス比較論』発売
- はっぴいえんどやYMO他・日本を代表するミュージシャンとユース・カルチャーを生んだ2グループの軌跡を通してロックの誕生に迫る書籍が発売